# Zwartbenigheid
Zwartbenigheid is een aardappelziekte, die veroorzaakt wordt door de gramnegatieve bacterie Erwinia carotovora subsp. atroseptica en komt vooral voor bij 18-20 °C. De aangetaste stengels stinken naar vis. Vanuit besmette aardappels verspreidt de bacterie zich. Ook kan besmetting van de stengels optreden door onder andere opspattend water, besmette insecten en besmette buurplanten. De stengels worden zwart, de stengeltoppen kleuren geel en de stengel verwelkt. Aangetaste aardappels kleuren zwart vanuit de aanhechtingsplaats van het stolon.